# Organodesma heptazona
Organodesma heptazona is een vlinder uit de familie echte motten (Tineidae). De wetenschappelijke naam van deze soort is voor het eerst geldig gepubliceerd in 1931 door Meyrick.
De soort komt voor in tropisch Afrika.